# Парламентарни избори у Краљевини Србији 1887.
Напредњачка влада којој је на челу стајао Милутин Гарашанин пала је 1. јуна 1887. Истога дана образована је нова влада Народне радикалне и Либералне странке, којој је на челу био Јован Ристић, т. зв. „савезна влада", чији је први акт био да указом од 2. јуна распусти Народну скупштину. Указом од 13. августа 1887. г. нови избори заказани су за 17. септембар исте године, за следећи скупштински трогодишњи период. Требало је да се у целој земљи изабере 156 народних посланика, a на основу тога броја Краљ је по Уставу могао да именује још 52 посланика, што значи да је нова Скупштина требало да има 208 посланика.
Избори су дали сва посланичка места странкама савезне владе, радикалима и либералима, који су иступали са засебним кандидатима. Број радикала премашио је број либералних посланика за само неколико мандата, a сем тога у неколико изборних јединица морали су се вршити накнадни избори. Ta разлика је ублажена доцније, при именовању посланика који су постављени Краљевим указом, па су том прилнком либерали добили још 36 a радикали још 16 посланичких места.
Верификација мандата извршена је после првог састанка од 15. новембра, a текла је без икаквих тешкоћа.
Јован Ристић је оформио своју трећу владу.